# Malpigijevke
Malpigijevke (lat. Malpighiaceae), velika biljna porodica iz razreda dvosupnica, koja je ime dobila po rodu vazdazelenih grmova, malpigija (Malpighia). Predstavnici ove porodice erašireni su po suptropskim i tropskim krajevima Novog i Starog svijeta: Karibi, i od jugoistoka SAD-a do Argentine, Afrika, Madagaskar, Nova Kaledonija, jugoistočna Azija, uključujući i Filipine.
Sastoji se od 77 rodova s blizu 1400 vrsta. Poznati predstavnik je acerola trešnja ili barbados trešnja (Malpighia emarginata), čiji je plod mala crvena bobica promjera oko 1-3 cm. i okusa s blagom aromom kisele jagode. 

## Rodovi
1. Acmanthera (Juss.) Griseb.
2. Acridocarpus Guill., Perr. & A.Rich.
3. Adelphia W.R.Anderson
4. Aenigmatanthera W.R.Anderson
5. Alicia W.R.Anderson
6. Amorimia W.R.Anderson
7. Aspicarpa Rich.
8. Aspidopterys A.Juss. ex Endl.
9. Banisteriopsis C.B.Rob.
10. Barnebya W.R.Anderson & B.Gates
11. Blepharandra Griseb.
12. Brachylophon Oliv.
13. Bronwenia W.R.Anderson & C.Davis
14. Bunchosia Rich. ex Juss.
15. Burdachia A.Juss. ex Endl.
16. Byrsonima Rich. ex Kunth
17. Calcicola W.R.Anderson & C.Davis
18. Callaeum Small
19. Calyptostylis Arènes
20. Camarea A.St.-Hil.
21. Carolus W.R.Anderson
22. Caucanthus Forssk.
23. Christianella W.R.Anderson
24. Coleostachys A.Juss.
25. Cordobia Nied.
26. Diacidia Griseb.
27. Dicella Griseb.
28. Digoniopterys Arènes
29. Dinemagonum A.Juss.
30. Dinemandra A.Juss. ex Endl.
31. Diplopterys A.Juss.
32. Echinopterys A.Juss.
33. Ectopopterys W.R.Anderson
34. Excentradenia W.R.Anderson
35. Flabellaria Cav.
36. Flabellariopsis R.Wilczek
37. Gallardoa Hicken
38. Galphimia Cav.
39. Gaudichaudia Kunth
40. Glandonia Griseb.
41. Heladena A.Juss.
42. Henleophytum H.Karst.
43. Heteropterys Kunth
44. Hiptage Gaertn.
45. Hiraea Jacq.
46. Janusia A.Juss. ex Endl.
47. Jubelina A.Juss.
48. Lasiocarpus Liebm.
49. Lophanthera A.Juss.
50. Lophopterys A.Juss.
51. Madagasikaria C.Davis
52. Malpighia Plum. ex L.
53. Malpighiodes Nied.
54. Mascagnia (Bertero ex DC.) Bertero
55. Mcvaughia W.R.Anderson
56. Mezia Schwacke ex Nied.
57. Microsteira Baker
58. Mionandra Griseb.
59. Niedenzuella W.R.Anderson
60. Peixotoa A.Juss.
61. Peregrina W.R.Anderson
62. Psychopterys W.R.Anderson & S.Corso
63. Pterandra A.Juss.
64. Ptilochaeta Turcz.
65. Rhynchophora Arènes
66. Ryssopterys Blume ex A.Juss.
67. Spachea A.Juss.
68. Sphedamnocarpus Planch. ex Benth. & Hook.f.
69. Stigmaphyllon A.Juss.
70. Tetrapterys Cav.
71. Thryallis Mart.
72. Triaspis Burch.
73. Tricomaria Gillies ex Hook. & Arn.
74. Tristellateia Thouars
75. Verrucularina Rauschert

## Galerija
- Hiptage benghalensis
- Diplopterys lutea
- acerola, Malpighia glabra
- acerola, Malpighia emarginata